# Swing Parade of 1946

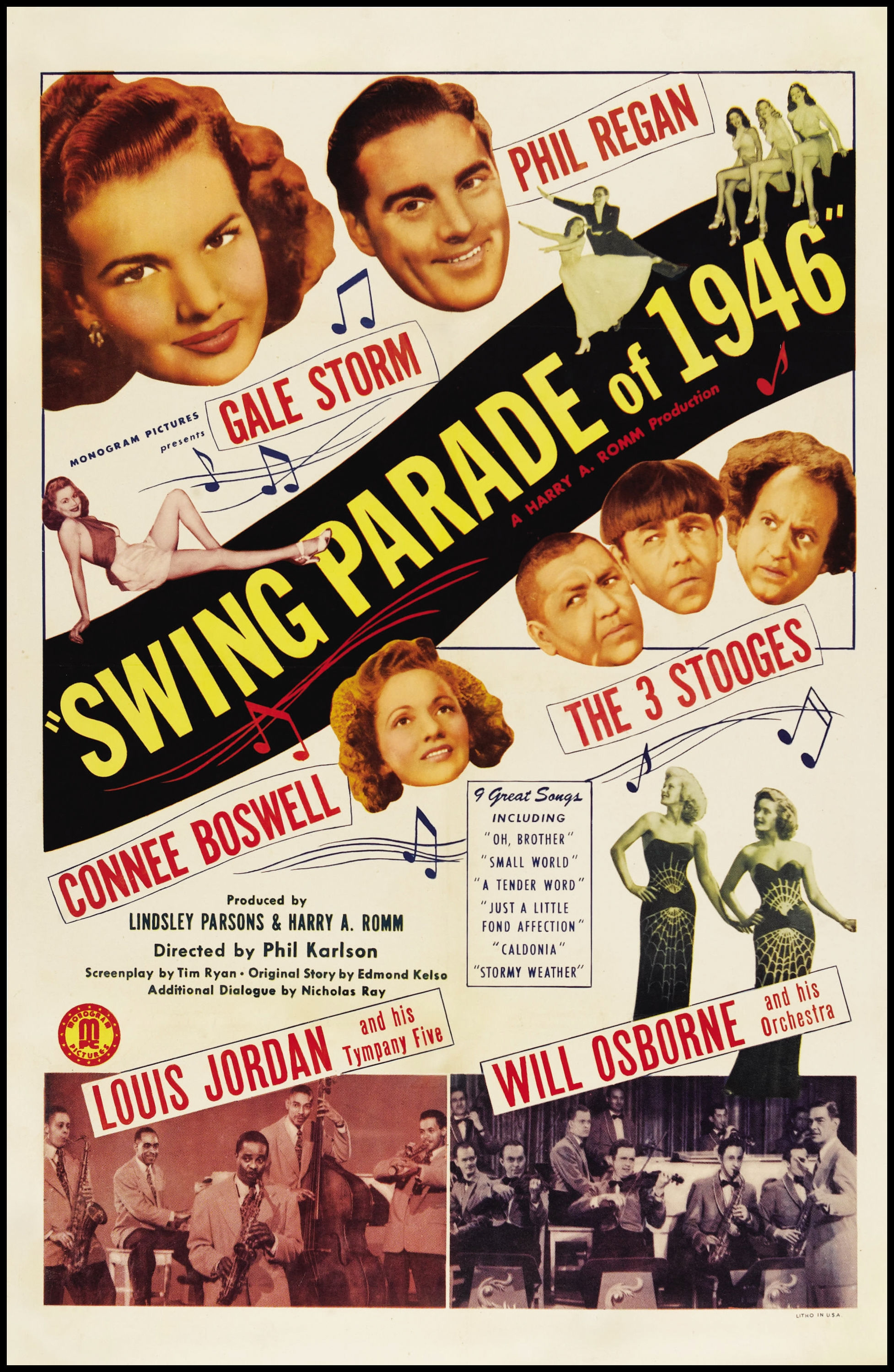
Affiche du film.

Swing Parade of 1946 est un film musical américain réalisé par Phil Karlson et sorti en 1946 mettant en scène les Trois Stooges (Moe Howard, Larry Fine et Curly Howard).

## Synopsis
La jeune chanteuse Carol Lawrence tombe amoureuse du propriétaire d'une boîte de nuit, mais son père millionnaire essaye de le conduire à la faillite

## Fiche technique

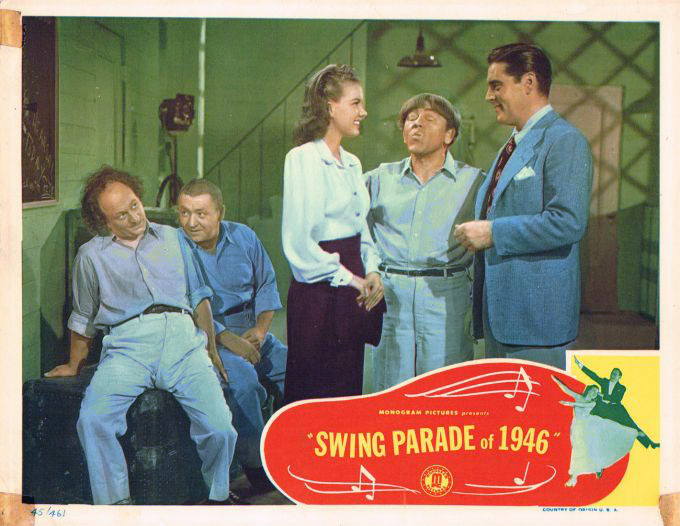
Carte promotionnelle du film.

- Réalisation : Phil Karlson
- Scénario : Tim Ryan
- Photographie : Harry Neumann
- Montage : Richard Currier
- Musique : Edward J. Kay
- Distributeur : Monogram Pictures
- Durée : 73 minutes
- Date de sortie :
  - États-Unis : 16 mars 1946

## Distribution

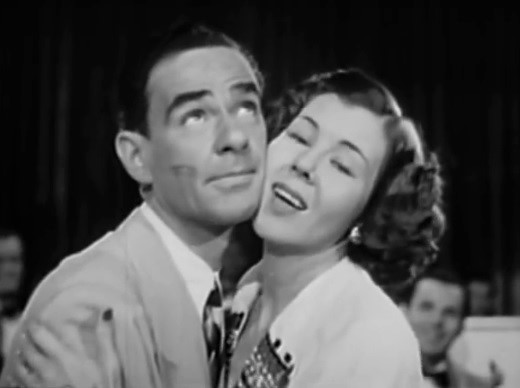
Will Osborne et Mary Treen dans une scène du film.

- Gale Storm : Carol Lawrence
- Phil Regan
- Les Trois Stooges :
  - Moe Howard
  - Larry Fine
  - Curly Howard
- Louis Jordan
- Will Osborne
- Edward Brophy
- Mary Treen